# Der Hafenpastor
Der Hafenpastor ist ein deutsches Fernseh-Drama von Stephan Meyer aus dem Jahr 2012. Es folgten 2015 vom gleichen Regisseur  die Fortsetzung Der Hafenpastor und das graue Kind und 2016 Der Hafenpastor und das Blaue vom Himmel unter der Regie von Jan Hinrik Drevs.

## Handlung
Pastor Stefan Book der St. Pauli-Kirche ist für Schanze, Karo und Kiez verantwortlich. Mit großem Herz, Leib und Seele lebt er seinen Beruf, sodass er nach intensiven gesundheitlichen Raubbau an seinem Körper von seinem Arzt Ruhe verordnet bekommt. Mit Evelyn Krietsch bekommt er eine neue Krankenpflegerin. Doch als er aus dem Krankenhaus kommt, türmen sich bei ihm schon wieder die Probleme. Nicht nur, dass mehrfach in seinem Gotteshaus eingebrochen wurde, die junge Afrikanerin Adoma Fauré versteckt sich auch noch bei ihm. Die jetzt achtzehnjährige Fauré kam einst illegal aus Afrika nach Deutschland und soll nach ihrem bestandenen Abitur zurück in ihre Heimat Togo abgeschoben werden. Für Pastor Book ist die Sache klar. Die junge Frau bekommt solange Kirchenasyl, bis die Geschichte vor Gericht neu verhandelt wird.
Damit beglückt er zwar die junge Dame. Aber mehrere Kirchenobere, darunter die Kirchenrätin Elke Cornelius, sind überhaupt nicht begeistert. Auch Stefans Schwester Rita Book, die als Polizistin den Fall bearbeitet, ist nicht zufrieden, in ihrer Aufgabe, die junge Dame zu verhaften, behindert zu werden. Zumindest Sabine Sattler von der Ausländerbehörde, mit der sich Stefan sofort versteht, hilft ihm. Aber auch andere Probleme, darunter seine wankelmütige Tochter, der Kleinkriminelle Dennis und der Lude Bodo Schüler, machen dem Pastor zu schaffen.

## Hintergrund
Der Film wurde vom 19. Juli bis 18. August 2011 in Hamburg gedreht. Seine deutsche Erstausstrahlung war am 12. September 2012 in der ARD. Dabei wurde er von 5,23 Mio. Zuschauern gesehen, was einem Marktanteil von 17,4 Prozent entsprach.
Am 15. Februar 2013 wurde der erste Teil als DVD veröffentlicht.
Das Drehbuch basiert lose auf einer wahren Begebenheit. Die Geschichte der 20-jährigen Kate Amayo, die 2010 aus Hamburg abgeschoben werden sollte und erst nach vielfältigem Protest von einer Härtefallkommission der Hamburger Bürgerschaft das Aufenthaltsrecht erhielt, diente als Grundlage für die Geschichte.

## Fortsetzungen
Am 16. Januar 2015 wurde der zweite Teil Der Hafenpastor und das graue Kind ausgestrahlt.
Am 14. Oktober 2016 wurde der dritte Teil Der Hafenpastor und das Blaue vom Himmel ausgestrahlt.

## Kritiken
„Routiniert inszenierter, zwischen Engagement und Sentiment pendelnder (Fernseh-)Film, der ganz auf den bodenständigen Charme des Hauptdarstellers zugeschnitten ist.“

„Paraderolle für Jan Fedder […] Als Adoma überzeugt die junge Martina Offeh in ihrer ersten Fernsehrolle, für die sie auf der Geburtstagsparty einer Freundin von einem Casting-Agenten entdeckt wurde.“

„Ensemble und Drehbuch (Stefan Wild) machen den Film sehenswert, die Regie (Stephan Meyer) hält sich angenehm zurück. Pathos kommt nur selten auf. Und wenn es doch einmal pathetisch wird, wenn die Musik zum Beispiel Samuel Barbers ‚Adagio for Strings‘ einsetzt, das vielen als traurigstes klassisches Stück gilt und im Übermaß in dem Antikriegsfilm ‚Platoon‘ gespielt wird, reißt man sich nach wenigen Sekunden plötzlich zusammen und stimmt ein anderes Hintergrundlied an. Ansonsten folgt ‚Der Hafenpastor‘ einer ganz klassischen Komödiendramaturgie mit dem tiefen Fall im vorletzten und Läuterungen und wiederhergestellten Beziehungen im letzten Akt.“

„Der Hamburger Hafen als Kulisse für Verruchtes, aber auch Menschelndes – das ist nichts Neues. So wie hier, einer Art ‚Lindenstraßen‘-Version jener St. Pauli-Filme der 70er mit ihren raubeinigen Pfarrern (meist von Curd Jürgens gespielt), platten Gut-Böse-Klischees und viel Sozialkitsch. Und auch wenn die Story dieser Schmonzette (Regie: Stephan Meyer, Buch: Stefan Wild) auf einem realen Fall fußen soll: Mit der rauen Wirklichkeit und der tatsächlichen Asylpraxis hat der Film wenig zu tun. Mit weichgespülter, dialoglastiger, sogar ärgerlicher TV-Kolportage umso mehr. Ein im schlechten Sinne des Wortes altmodischer Film.“